# Léo Benouaich
 (juin 2020).
 (juin 2020).
Léo Benouaich, né le 15 aout 1988, est un sportif français pratiquant le kungfu wushu.
C'est aussi un biologiste spécialisé en biomécanique du sport, agrégé et docteur. Il est le premier français à avoir remporté les championnats du monde de kungfu en taolu senior, en 2017 à Kazan (Russie).

## Biographie
Léo Benouaich est né le 15 aout 1988. Il commence le kungfu à 13 ans. Il fait partie de l'équipe de France de 2007 à 2017, devient sportif de haut niveau et voyage à de nombreuses reprises en Chine pour s'entraîner. Ses spécialités sont le sabre, le bâton et le mains nues. En 2012, il est champion d'Europe en taolu sabre à Tallinn (Estonie). En 2013, il échoue à monter sur le podium à Kuala Lumpur. En 2017, il opte pour le xingyiquan et devient le premier français à remporter les championnats du monde dans cette discipline du kungfu à Kazan en Russie.
Léo Benouaich a cofondé le club de Kungfu Wushu Lagny, à Lagny-sur-Marne en 2009, dont il a été président jusqu'en 2018. Il change ensuite de structure pour entraîner les jeunes athlètes de l'association d'arts martiaux Fanling. Il a cessé la compétition à 29 ans pour se consacrer à la formation[réf. nécessaire].
Léo Benouaich a étudié la biologie en classe préparatoire au lycée Saint-Louis, à l'École normale supérieure (Lyon puis Rennes) et à l'École Nationale des Arts et Métiers. Il a réalisé un doctorat en biomécanique du sport intitulé Analyse biomécanique de l'appui sportif : contributions méthodologiques et application au saut en kungfu wush.
Professeur agrégé de SVT, il enseigne au lycée dans le Val-de-Marne et à l'INSEP[réf. nécessaire].